# Hippolyte Visart de Bocarmé

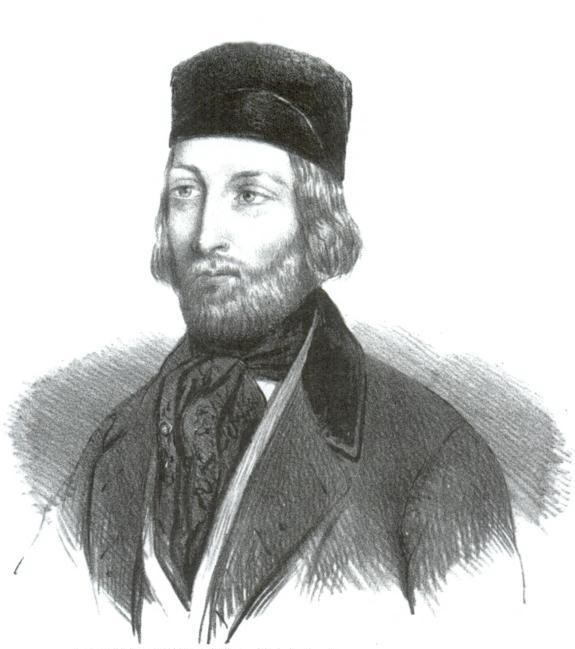
Hippolyte Visart de Bocarmé

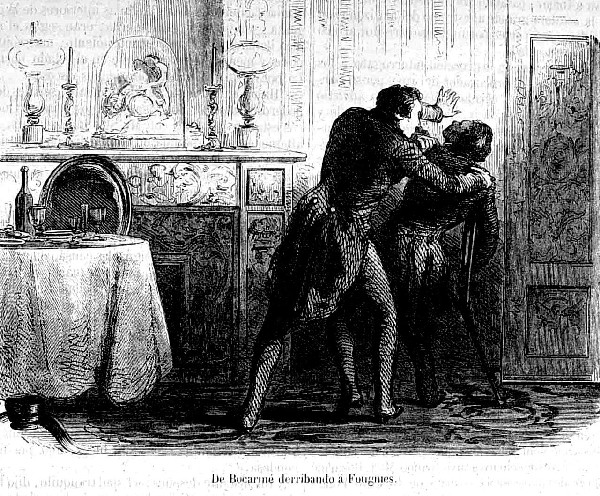
Gifmoord op Gustave Fougnies

Jonkheer Alfred Julien Gabriel Gérard Hippolyte Visart de Bocarmé (Weltevreden, Java, 14 juni 1818 - Bergen (België), 19 juli 1851), zoon van de graaf van Bury en Bocarmé, was een Belgische edelman die in 1851 ter dood werd veroordeeld en terechtgesteld, wegens de gifmoord op zijn zwager Gustave Adolphe Joseph Fougnies.

## Voorgeschiedenis
Hippolyte Visart was de zoon van graaf Julien Visart de Bury et de Bocarmé (Doornik, 16 maart 1787 - Arkansas, 14 oktober 1851), die de zesde was van de veertien kinderen van Gustave Visart de Bury et de Bocarmé (1751-1841) en van markiezin Marie-Claire du Chasteler (1753-1820). Julien was getrouwd met Ida du Chasteler (1797-1873). Het echtpaar vertrok naar Java, waar Julien benoemd was tot inspecteur van de Domeinen. 
Hippolyte werd op zee geboren en werd, aan wal gekomen, ingeschreven in de burgerlijke stand in het kamp van Weltevreden bij Batavia. In 1830 kwam de familie weer naar België, maar de vader kon er niet meer aarden en vertrok als trapper naar de staat Arkansas in de Verenigde Staten. Hippolyte ging met hem mee, leefde er enkele jaren als een halve wilde en kwam toen weer naar België.
De Bocarmé werd al heel vlug iemand van wie men zei dat hij opgroeide voor galg en rad. Hij trouwde in 1843 met het burgermeisje Lydie Fougnies (°1818), rijke dochter van de groothandelaar in kruidenierswaren Nicolas Fougnies en van Lydie Tabary. Hyppolite verbraste binnen de kortste keren de bruidsschat en de erfenis.
Hij probeerde zijn stand hoog te houden door zich als graaf te laten doorgaan, hoewel hij dit slechts kon worden wanneer hij de titel van zijn vader zou erven. Hij stierf echter enkele maanden voor zijn vader, waardoor hij dus hoogstens 'jonkheer' was.

## De moord

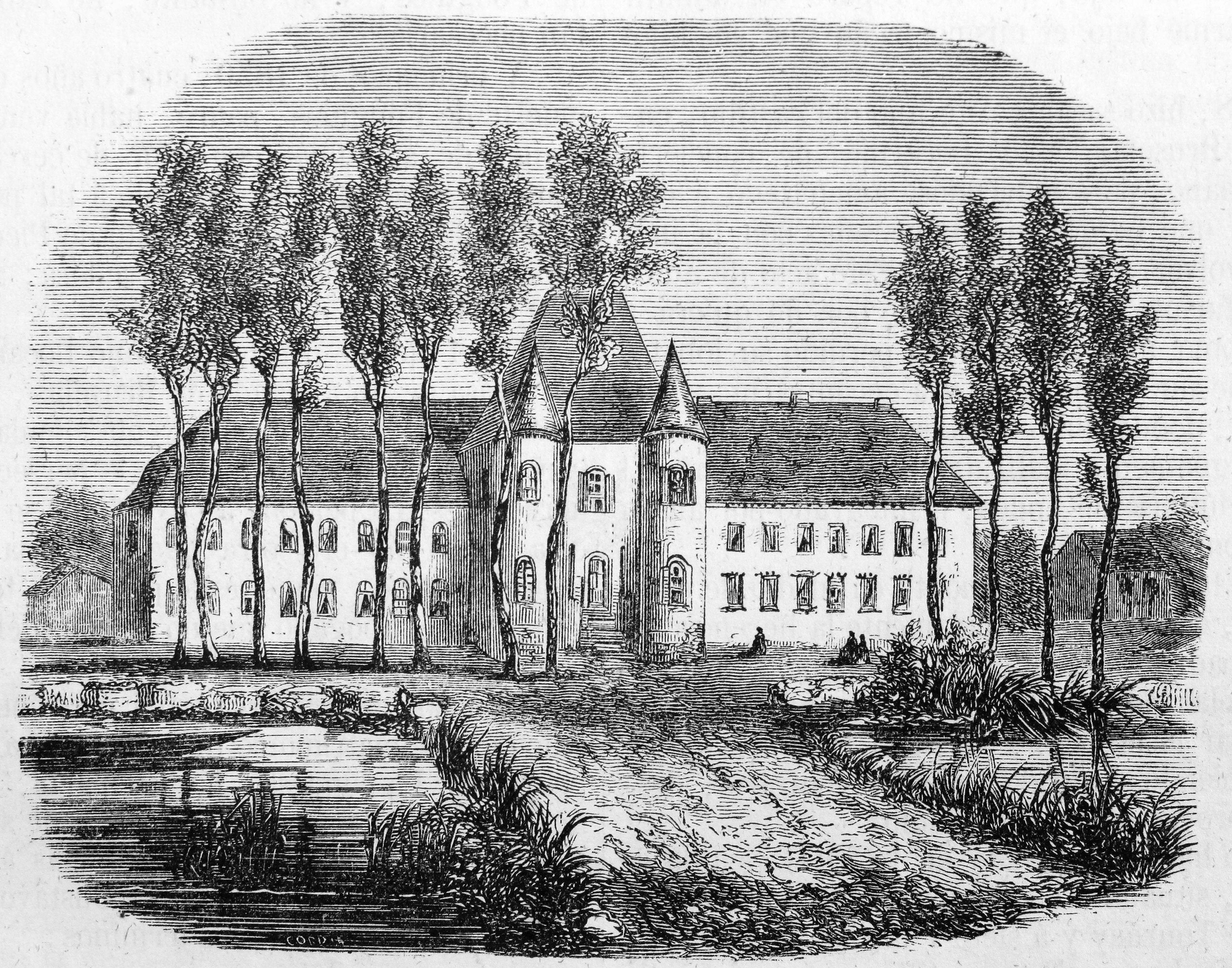
Château de Bitremont in Bury

Overladen met schulden, stelde Hippolyte zijn hoop op wat er zou geërfd worden wanneer zijn schoonbroer Gustave Fougnies (°1820) het hoofd neerlegde. Fougnies had goede zorg gedragen voor het fortuin dat hij van zijn vader Nicolas (†1846) had geërfd. Hij was fysiek zwaar invalide en iedereen verwachtte dat hij spoedig zou sterven. Maar plots kwam hierin wijziging. De vrijgezel werd verliefd op Antoinette, de jonge telg van de prestigieuze maar onbemiddelde adellijke familie Errembault de Dudzele, van wie hij, om ze uit de nood te helpen, het kasteel van Grandmetz had aangekocht en ze er verder liet wonen. Hij besliste met de jonge dame te gaan trouwen. Plots was hij helemaal van zijn kwalen genezen en hoopte hij kinderen te krijgen. Hippolyte zag zijn hoop op financiële redding in rook opgaan.
Op 22 november 1850 nodigde hij Gustave uit op zijn kasteel van Bitremont in Bury en vergiftigde hem met pure nicotine, die hij zelf uit tabaksplanten had getrokken. Aan de inderhaast bijgeroepen arts suggereerde Hippolyte dat Gustave een beroerte had gehad. Het lijk was er echter zo erg aan toe dat de arts geen attest van een natuurlijke dood wilde afleveren. Het gerecht werd verwittigd en het werd duidelijk dat Fougnies vermoord was. De voor de hand liggende dader was Visart, met zijn vrouw als medeplichtige.
Hoewel hij nooit bekentenissen aflegde, werd Hippolyte Visart de Bocarmé door het Assisenhof ter dood veroordeeld, terwijl zijn vrouw Lydie, bij gebrek aan bewijs, werd vrijgesproken. Ondanks zijn adellijke naam of wellicht precies omwille van die naam, weigerde de Belgische koning Leopold I, gratie te verlenen. Hippolyte werd op het Marktplein van Mons, onder massale publieke belangstelling, met de guillotine ter dood gebracht door de beul Jean Joseph Guillaumez.
Lydie Fougnies hertrouwde met Adolphe van Duerne de Damas. Uiteindelijk erfde ze het fortuin van haar kinderloos overleden broer, met inbegrip van het kasteel van Grandmetz. Volgens Henry Soumagne vertrok ze met haar tweede man naar de Verenigde Staten, toch werd hen in 1858 nog een dochter geboren in Garancières, Frankrijk.

## Kinderen
Het echtpaar Visart-Fougnies had vier kinderen:
- Rodolphe (Bury, doodgeboren op 20 juli 1844)
- Graaf (1851) Robert (Doornik, 1845 - Saint-John, Canada, 1907) die trouwde met Lucy Simonds. Ze hadden dertien kinderen van wie er enkele trouwden, maar slechts twee kregen een of twee nakomelingen, die zelf zonder verdere nakomelingen overleden zijn.
- Mathilde (Doornik, 1848 - Marvejols, 1914), die (wellicht om boete te doen voor haar ouders) religieuze werd en overste bij de Dames van de Visitatie.
- Rose (Bury, 1849 - onbekende overlijdensdatum).